# Nkhotakota
Nkhotakota är en distriktshuvudort i Malawi. Den ligger i distriktet Nkhotakota och regionen Central Region, i den centrala delen av landet vid Malawisjön. Nkhotakota ligger 497 meter över havet och antalet invånare är 24 865.
Terrängen runt Nkhotakota är platt.